# Csali Gyermek Néptáncegyüttes

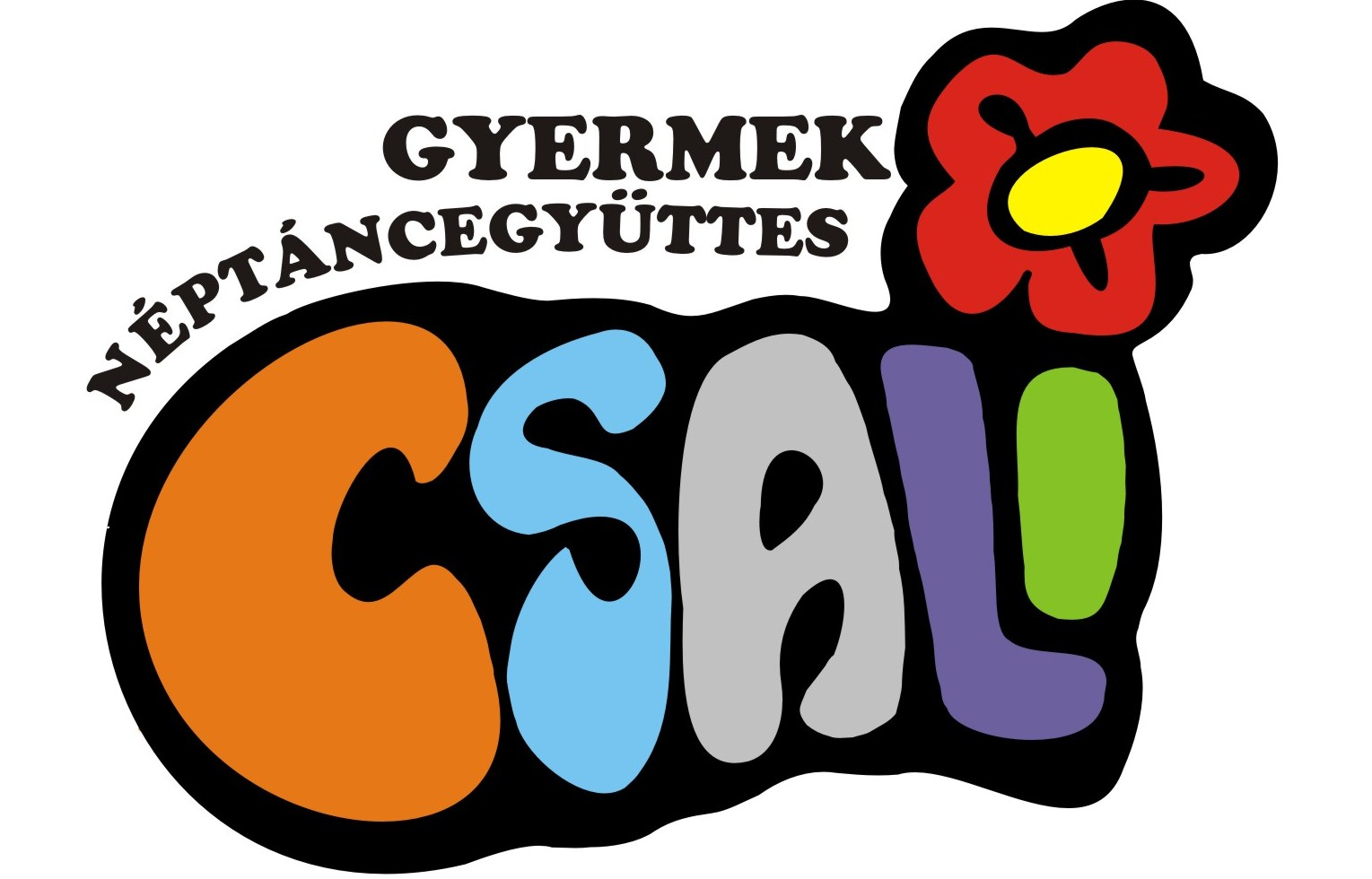
Csali Gyermek Néptáncegyüttes logója

A Csali Gyermek Néptáncegyüttes 1978-ban megalakult felvidéki néptánccoport, a felvidéki néptáncmozgalom oszlopos tagja. Több alkalommal megnyerte a szlovákiai magyar és a szlovákiai országos gyermek néptáncversenyt is.Csoportjai rendszeresen részt vesznek a magyarországi néptáncantológiákon, versenyeken. 
A Csali Somorja város egyik kulturális egyesülete is egyben, ami hozzájárul a somorjai magyar közösség összetartó erejéhez és identitástudatának erősítéséhez.
Az együttes művészeti vezetője Nagy Myrtil, csoportvezetői Valacsay Franciska, Dóczé Mónika, Mészáros Kinga, Madocsai Imre és Reicher Richárd.

## Története
A Csali Gyermek Néptáncegyüttes 1978-ban alakult Somorján a helyi Csemadok Alapszervezet és az akkori Városi Pionír- és Ifjúsági Ház mellett. Az első csoport vezetője Bors Éva volt. Egy évvel később, 1979-ben Czingelné Miklós Zsuzsanna és Horváth Judit vették át a csoport vezetését. A csoport első bemutatkozására 1979. május 18-án került sor, aminek helyszíne a somorjai Mozi épülete volt. 
Az 1980-as évektől az együttes tevékenysége bővült, három korcsoporttal működött tovább, a gyermekek száma 130-ra emelkedett.1982-től a Valacsay házaspár, Valacsay Franciska és Valacsay István vették át a Csali vezetését Bartal Erikával.
A 2000 és 2008 között több vezetője is volt a néptáncegyüttesnek, név szerint Puháné Kontár Ibolya, Illés Kádek Kata, Válent Kinga, Lelovics Andrea, Dobsa Fodor Mónika és Dobsa Tamás, Seregi Szilárd, Stresnyák Dagmar, Katona András. A legkisebb korosztályt továbbra is Valacsay Franciska a mai napig vezeti. 2008-ban csatlakozott az együttes vezetéséhez Nagy Myrtil koreográfus, etnológus, néptáncpedagógus, majd 2015-ben Madocsai Imre néptáncpedagógus is. 2012-től dolgozik az együttessel Dóczé Mónika koreográfus, néptáncpedagógus.

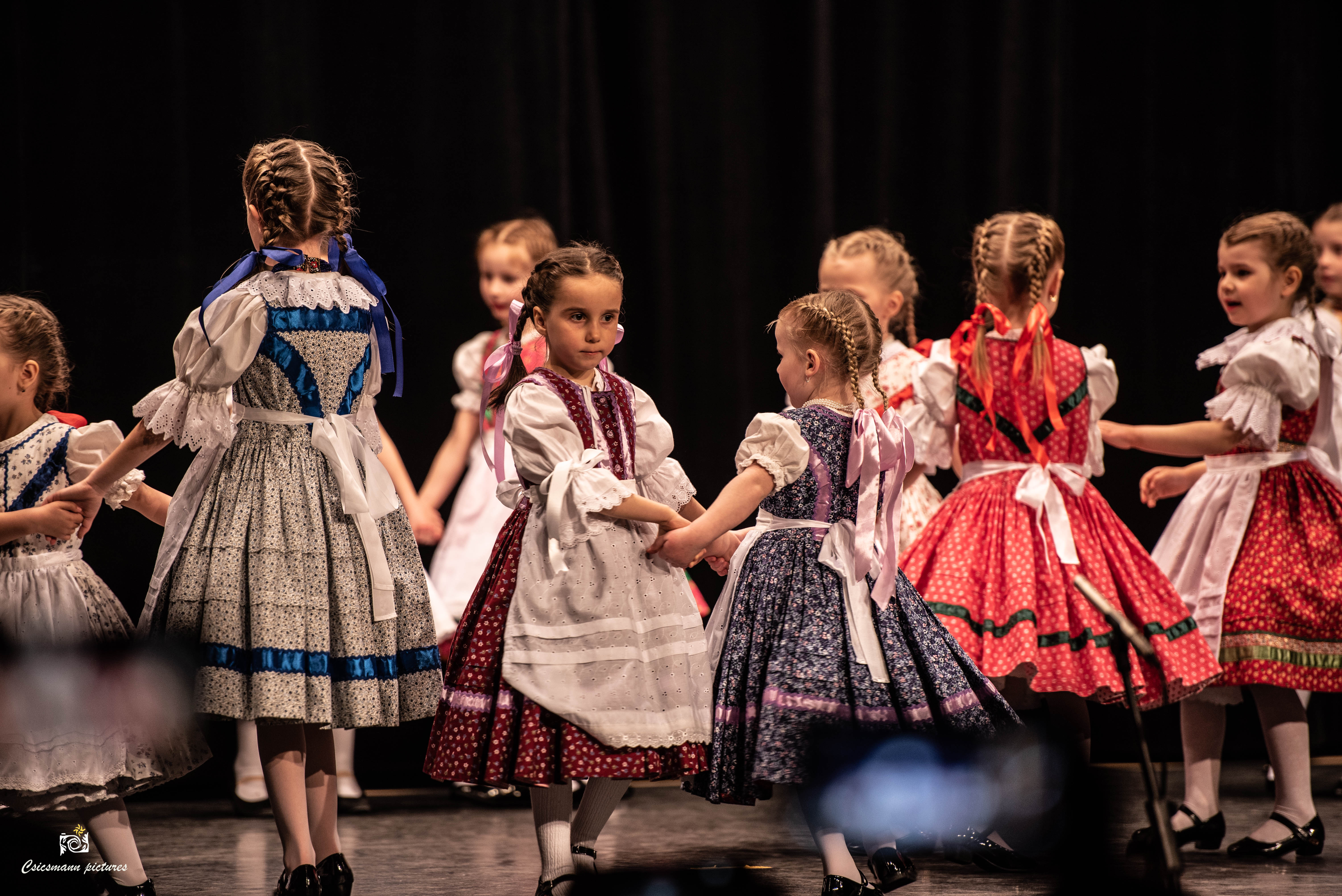
Piciri Csali

2016-ban a csoport sikeresen továbbjutott a Fölszállott a páva népzenei és néptánc-tehetségkutató verseny élő adásába, ahol három fordulón keresztül mérettette meg magát az évad 12 legjobb tánccsoportja. A csoport az első fordulóban gömöri táncokat, a második fordulóban magyarbődi táncokat táncolt, a döntőben pedig Vág-Garam közi táncokkal vívták ki a kategóriagyőzelmet.
2017 nyarán az együttes részt vett a Taiwanban megrendezett Yilan International Children's Folklore & Folkgame Festival (YICFFF) rendezvényen is.
A szakmai sikereket elismervén 2018-ban az együttes Somorja város Pro Urbe díjban részesült.
2019 és 2022 között az együttessel dolgozott Domján Sándor Máté. 2023-től Reicher Richárd is csatlakozik az együttes vezetéséhez. 2024-ben a Táncpódium - Szlovákiai Magyar Néptáncosok Szakmai Minősítő Gáláján gyermek és az ifjúsági kategóriában is elnyerte a 2023/24-es évad nívódíjas együttese címet.
Az együttes részt vett 2020-ban a gyermek néptáncantológián, 2017, 2019 és 2022-ben pedig az ifjúsági néptáncantológián.

## A táncműhelyről

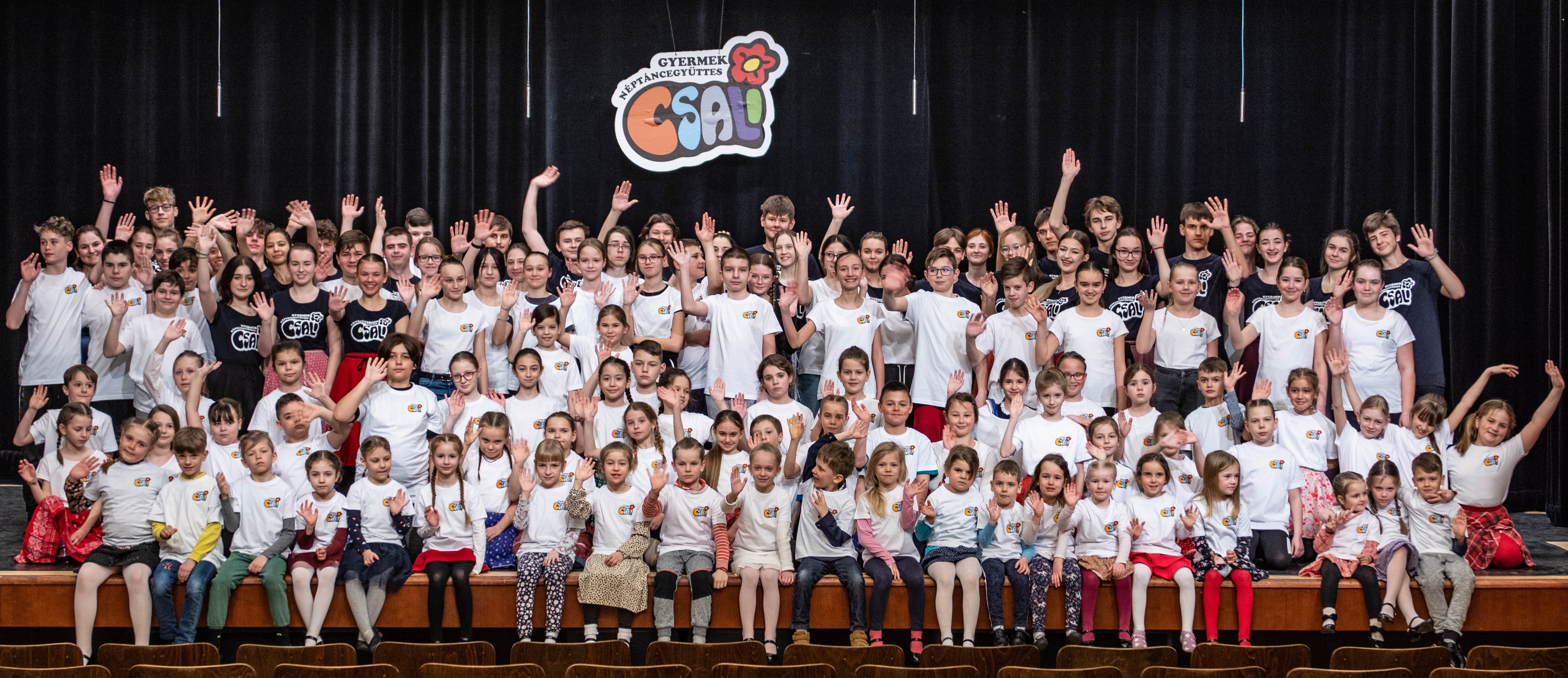
Csali csoportkép

A Csaliban 180-200 gyermek táncol, négy vagy öt korcsoportban, így elmondható, hogy a csoport néptáncműhellyé nőtte ki magát, melyen belül a következő csoportok tevékenykednek:
- Piciri Csali: óvodások
- Apró Csali: 7-9 éves korosztály
- Kis Csali: 10-12 éves korosztály
- Nagy Csali: 13-15 éves korosztály
- Csali ifjúsági csoportja: 16-18 éves korosztály

A 18. életévüket betöltő táncosok a Csalló Néptáncegyüttes tánckarát bővítik, mely a somorjai felnőtt néptáncegyüttes. Az együttes főszervezője a Katica Fesztiválnak, amely a környékbeli táncegyüttesek regionális fesztiválja, valamint évi 6 kézműves házat is tart a gyerekeknek a somorjai kultúrházban.
A Csali táncosai Somorjáról és a környező falvakból érkeznek. Próbáik hetente kétszer vannak, az óvodás korcsoportnak hetente egyszer. A műhely csoportjai évente 2-3 koreográfiát készítenek, melyeknek táncanyagaként általában a felvidéki tájegységek táncait használják.
Repertoárjukat 2024-ben Csallóköz, Zoboralja, Gömör, Magyarbőd, Ipolymente, Szigetköz, Felcsík, Ördöngösfüzes és Mezőség táncai képezték.

## Díjak

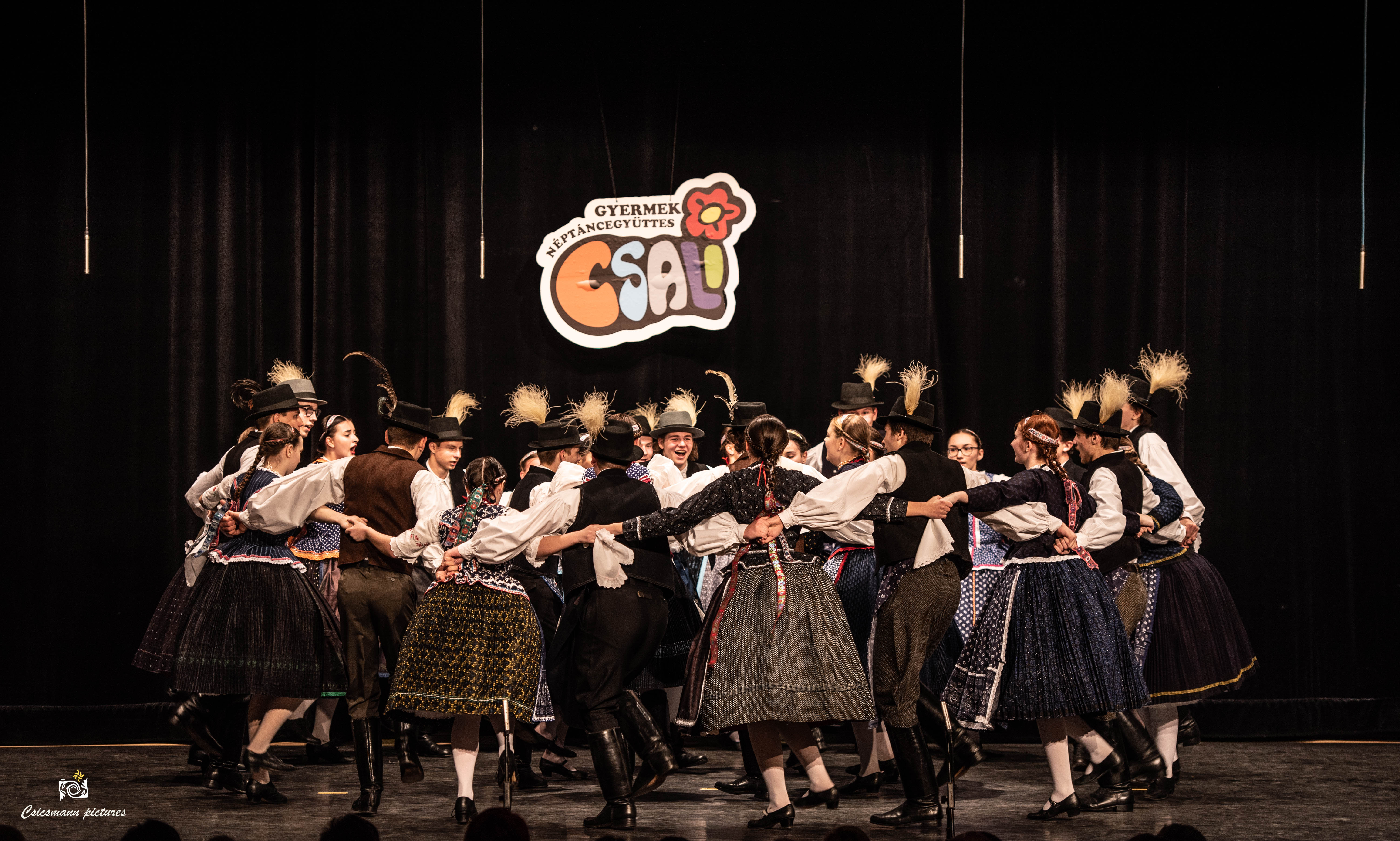
Kép a Betyármese c. koreográfiából

A csoport megalakulása óta jelen van a kiemelkedő szlovákiai seregszemléken. A magyarországi versenyekre és néptáncantológiákra csak a 2010-es évek második felétől járnak és eddig mindig magas elismeréssel távoztak ezen eseményekről.

### Országos Népművészeti Fesztivál Léva, Zselíz
- 1981 - 3. helyezés
- 1983 - a fesztivál nagydíjának második fokozata
- 1987 - 2. helyezés és a legjobb gyermekjáték-feldolgozás díja

### Gyermektánccsoportok szlovákiai országos versenye
- 1987 Eperjes (Prešov), a legjobb feldolgozás díja, valamint a legjobb táncelőadás díja
- 1991 Eperjes (Prešov), a legkimagaslóbb táncos előadás és legjobb koreográfia díja

### Eszterlánc – Szlovákiai Magyar Gyermek Néptáncfesztivál
- 2009 - ezüst sáv
- 2011 - arany sáv
- 2013 - kétszeres arany sáv (Kis Csali és Nagy Csali)
- 2016 - kétszeres arany sáv (Nagy Csali és Ifjúsági Csali)
- 2018 - arany sáv
- 2019 - arany sáv

### Fölszállott a páva, televíziós tehetségkutató verseny
- 2016 - kategória győzelem

### Pod Likavským hradom - Celoštátna postupová súťaž a prehliadka detských folklórnych súborov
- 2017- nívódíj (laureát)

### ENIKI BENIKI - Celoštátna postupová súťaž a prehliadka detských folklórnych súborov
- 2022 - nívódíj (laureát)[3]

### Táncpódium - Szlovákiai Magyar Néptáncosok Szakmai Minősítő Gálája
A 2023/24-es évad nívódíjas gyermek együttese - Kis Csali Gyermek Néptáncegyüttes
A 2023/24-es évad nívódíjas ifjúsági együttese - Csali Gyermek Néptáncegyüttes ifjúsági csoportja